# Ekrixinatosaurus
Ekrixinatosaurus ("uit een explosie geboren reptiel") is een geslacht van vleesetende theropode dinosauriërs uit de groep der Abelisauridae, dat 100 miljoen jaar geleden (Cenomanien) tijdens het Krijt leefde in het gebied van huidige Patagonië.

## Vondst en naamgeving
De typesoort Ekrixinatosaurus novasi is in maart 2005 beschreven door de paleontologen Jorge Orlando Calvo, David Rubilar-Roger en Karen Moreno. De soortaanduiding verwijst naar de Argentijnse paleontoloog Fernando Emilio Novas, een expert op het gebied van de abelisauriden. De geslachtsnaam, afgeleid van het Nieuwgrieks έκρηξη, ekrixi, "explosie", verwant aan het Oudgrieks έκρηξις, ekrèxis, "uitbraak", en het Latijn natus, "geboren", is een verwijzing naar de bijzondere omstandigheden van de vondst: tijdens het aanleggen van een gaspijpleiding bij Bajo del Añelo werd in februari 1999 door een lading dynamiet het fossiel, met anderhalve meter gesteente bedekt, blootgelegd; een kraanmachinist herkende het skelet van een dinosauriër omdat de gasmaatschappij Gasoducto del Pacífico Company haar medewerkers een cursus fossielherkenning gegeven had. Men wist dat men door een fossielhoudende laag heenwerkte.
In twaalf dagen tijd moest Rodolfo Coria met zijn team in de brandende zon het skelet, holotype MUCPv-294, uitgraven dat over een oppervlakte van vijftien vierkante meter verstrooid was in een laag van de Candelerosformatie die stamt uit het Albien-Cenomanien. In 2006 suggereerde Novas dat het om een laag van de Portezueloformatie zou kunnen gaan maar dat werd in 2011 verworpen. Het bestaat uit een gedeeltelijk skelet met schedel. Behalve de voorpoten is het merendeel van het skelet bewaard gebleven, zij het dan dat de voorste anderhalve meter door de explosie gekraakt is. Desalniettemin is het een zeldzaam gave vondst. Het omvat de bovenkaaksbeenderen, het schedeldak, een stuk postorbitale, het bovenste achterhoofd, de voorste onderkant van de hersenpan, de dentaria, een voorste halswervel, een achterste halswervel, elf ruggenwervels en ribben, het heiligbeen, elf staartwervels, de linkerbekkenhelft, delen van beide dijbeenderen en scheenbeenderen en het linkeronderbeen met voet.
In 2011 behandelde een opvolgend artikel de grootte, herkomst, fylogenetische positie, levenswijze en habitat van Ekrixinatosaurus.

## Beschrijving

### Grootte en onderscheidende kenmerken
De lengte van Ekrixinatosaurus werd in 2004 geschat op zo'n zeven à acht meter. De lengte van de schedel is geschat op drieëntachtig centimeter. Het was in deze interpretatie dus een middelgrote theropode met een geschat gewicht van 1,4 ton. In 2011 echter, wees men erop dat de schedel vermoedelijk de bouw had als die van Skorpiovenator en dus erg kort was ten opzichte van het lichaam. De lichaamslengte werd daarom herzien tot tien à elf meter. Ook beklemtoonde men de relatief korte lengte van de achterpoot. In deze visie was Ekrixinatosaurus dus een massief gebouwde reus die drie à vier ton moet hebben gewogen. Dit zou hem tot de grootste bekende abelisauride maken. In 2013 kwam men hier weer op terug: de korte achterpoot zou ook kunnen betekenen dat de hele romp kort was en de schedel relatief groot. Daarop wees ook de wervellengte. In 2016 schatte een artikel de lengte op 7,4 meter. De onzekerheden hebben mede hun oorzaak in de beschadigingen door de explosie.

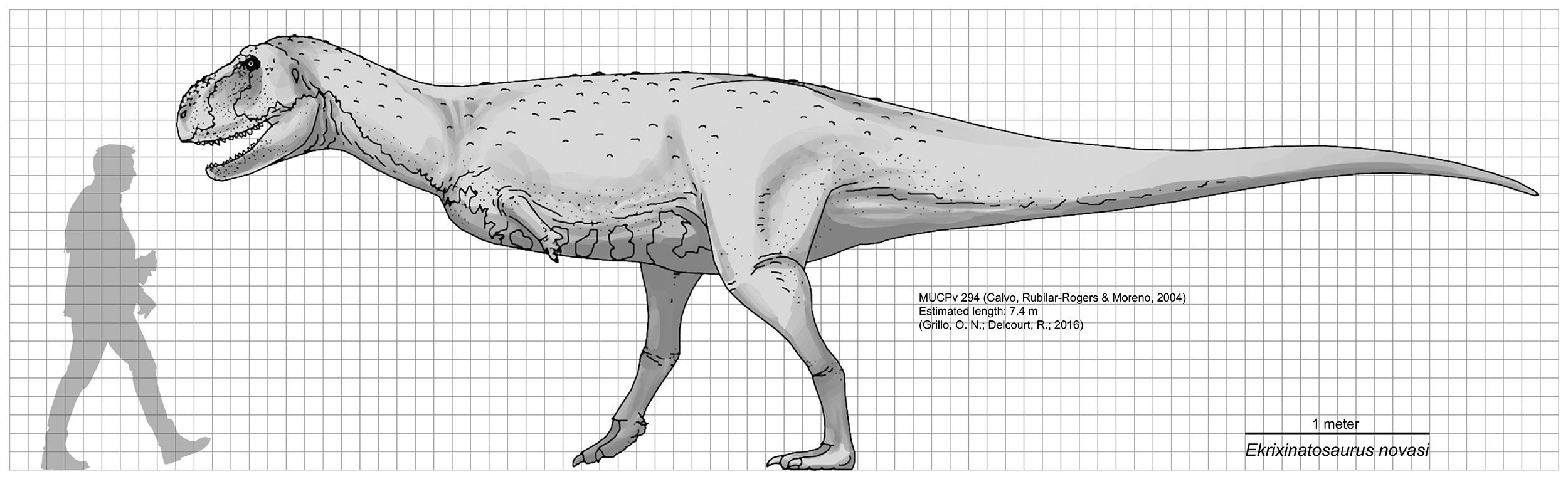
Een 7,4 meter lange ekrixinatosaurus vergeleken met een mens

In 2004 werden enkele onderscheidende kenmerken gegeven. Tussen het postorbitale en het voorhoofdsbeen bevindt zich een schedelopening. Op het raakvlak tussen het wandbeen en de processus paroccipitalis bevindt zich een naar achteren gerichte zwelling. De halswervels zijn kort. De doornuitsteeksels van de halswervels zijn even lang als hun epipofysen. Bij de middelste tot achterste halswervels is de onderzijde van het wervellichaam plat. De wervellichamen van de middelste tot achterste halswervels worden per zijde doorboord door twee brede foramina. Bij de middelste tot achterste halswervels bevindt zich een uitholling aan de voorste basis van het doornuitsteeksel waarin zich een pneumatische opening bevindt die verbonden is met het ruggenmergkanaal. Bij de middelste halswervels bevindt zich een kleine verticale richel op de voorzijde van het doornuitsteeksel. Het scheenbeen heeft een zwelling op het midden van de schacht. In 2011 werden geen nieuwe kenmerken gemeld.

### Skelet

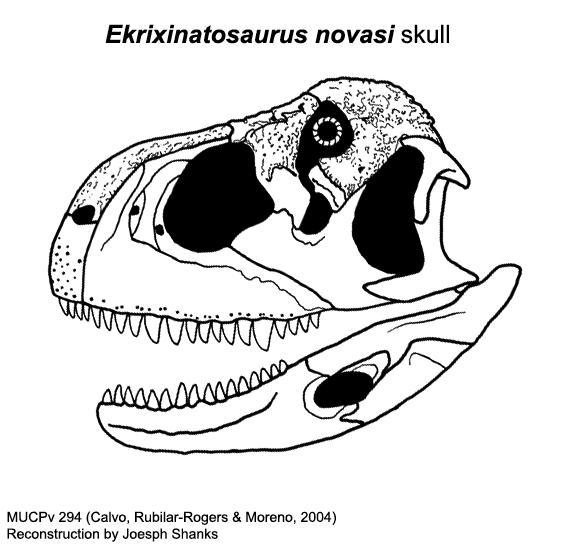
Reconstructie van de schedel naar het model van Skorpiovenator

#### Schedel
Als de schedel op die van Skorpiovenator gemodelleerd wordt is die kort en hoog. Vanwege de beschadigingen kan hierover echter nog geen zekerheid bestaan. Op een hoge schedel wijst de bouw van het bovenkaaksbeen, met een hoog hoofdlichaam, een korte voorste tak en een hoge en brede opgaande tak naar het neusbeen. Het bovenkaaksbeen, met een lengte van tweeënveertig centimeter, draagt zestien vrij kleine tanden met kartelingen op zowel de voorste als de achterste snijrand. Het bovenkaaksbeen heeft een fenestra maxilaris, in de vorm van een verticale spleetvormige opening nabij de voorrand van de fenestra antorbitalis. Het kan zijn dat, als bij Skorpiovenator, de oogkas over de snuit uitkijkt en dat het schedeldak daarvan naar achteren afhangt. In bovenaanzicht is de schedel achteraan zeer breed en de snuit tongvormig.
De voorhoofdsbeenderen, met elkaar vergroeid in een rechte middennaad, vormen een plat dik wigvormig blok. Het voorhoofdsbeen is weer vergroeid met het postorbitale en beide beenderen dragen bij aan de voorrand van het bovenste slaapvenster. Het postorbitale heeft in de interpretatie van de beschrijvers een voorste tak die evenwijdig loopt aan de buitenrand van het voorhoofdsbeen maar deze niet raakt zodat een extra venster ontstaat, een uniek kenmerk. Achteraan ligt een klein driestralig squamosum, waarvan de voorste tak overlapt wordt door de achterste tak van het postorbitale. De neergaande tak van het squamosum, richting jukbeen, heeft een driehoekige dwarsdoorsnede. De afhangende achterste tak is erg klein.
De voorhoofdsbeenderen zijn achteraan vergroeid met de ook al platte wandbeenderen. Het achterhoofd wordt bekroond door een dwarskam met een bolle bovenrand, opgebouwd uit wandbeenderen en squamosa, die relatief dun is. Het centrale supraoccipitale sluit daar bij aan met een forse naar achteren gerichte uitgroei. De processus paroccipitales, de uitsteeksels voor de musculi longissimi capitis superficiales die de kop heen en weer bewegen, zijn driehoekig en afhangend. Het midden en de onderzijde van het achterhoofd zijn niet bewaardgebleven. Ook van de hersenpan ontbreekt het merendeel maar aan de onderkant van de voorhoofdsbeenderen is over een brede zone van het midden nog een aangegroeid parasfenoïde zichtbaar, in verticale beenplaten afhangend. Dit duidt op een sterke verbening van de schedel want zulke verbindingen blijven meestal van kraakbeen.

#### Onderkaken
Van de onderkaak is slechts het voorste os dentale of dentarium bewaard. Het is kort maar laag en dus toch langwerpig. Het buigt naar boven, kennelijk de kromming van de bovenkaak volgend. De voorste punt is afgerond en een "kin" ontbreekt dus. Aan de binnenkant wordt de horizontale groeve van de fossa Meckeliana naar achteren dieper en breder, haast de onderrand van het dentarium rakend. Het achterste derde deel van het dentarium wordt snel hoger. Het is niet zeker hoeveel dentaire tanden er zijn omdat het bot alleen de tandkassen deels bewaart. De tanden worden van binnen versterkt door dentaalplaten die tot de zevende tandpositie groot blijven en daarachter in omvang afnemen.

#### Postcrania

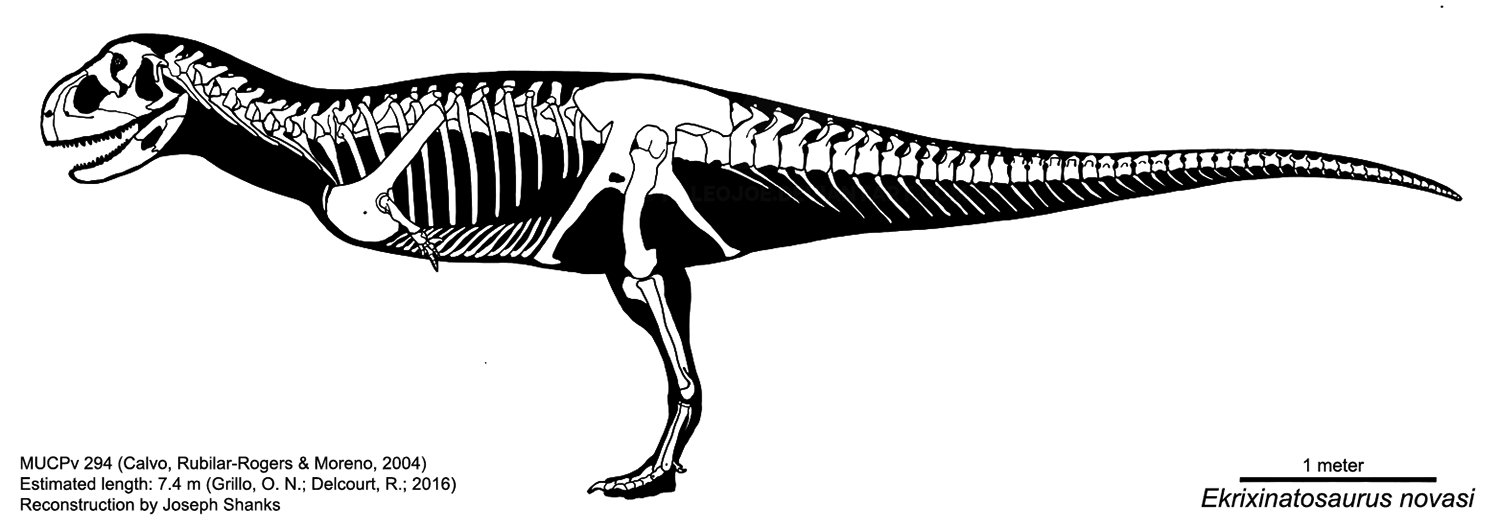
Een reconstructie van het skelet

De bewaarde voorste halswervel is opisthocoel, met een bolle voorkant, en langer dan breed. De zijkant van het wervellichaam wordt doorboord door twee kleine pleurocoelen, die duiden op pneumatisering. De hypapofyse, de verdikking van de onderrand van het voorste gewrichtsfacet van het centrum, is goed ontwikkeld en begint als halverwege het wervellichaam. Een bewaarde achterste middelste halswervel heeft een laag en breed doornuitsteeksel dat nauwelijks boven het niveau van de epipofysen uitsteekt. Van de wervelboog uit lopen kleine richels de voorkant van het doornuitsteeksel op, kleine uithollingen begrenzend. Lager heeft de wervelboog zowel op de voorkant als de achterkanten grotere gepaarde uithollingen. De epipofysen zijn goed ontwikkeld en steken schuin naar achteren en bezijden uit, maar zonder voorwaartse kleinere uitsteeksels. Bij de abelisauriden dragen de enorme epipofysen een zware musculatuur, geschikt om een sterke rukkende zijwaartse beweging van de kop uit te voeren. De achterste gewrichtsuitsteeksels zijn groot en hangen schuin naar beneden af. De richel tussen het zijuitsteeksel en het achterste gewrichtsuitsteeksel is zwak ontwikkeld.
Een bewaard wervellichaam van de rug is amfiplat. Het zijvlak is zadelvormig gebogen en wordt op de voorste helft doorboord door een pleurocoel.
De wervels van de staartbasis zijn robuust. Ze hebben grote, wat schuin omhoog staande, zijuitsteeksels die tot voorbij de achterrand reiken en een hoge richel op de onderzijde hebben. Hun dunne doornuitsteeksels hellen naar achteren. Bij de middelste staartwervels hebben de zijuitsteeksels een bijlvormig uiteinde met dikke en grote uitsteeksels naar voren en achteren, gescheiden door een stukje hol profiel. De achterste staartwervels zijn amficoel met driehoekige doornuitsteeksels.
De voorpoot is onbekend maar wordt meestal aangenomen heel klein te zijn geweest. Het dijbeen, met een lengte van zevenenzeventig centimeter, heeft een naar voren afstaande trochanter minor. De vierde trochanter is robuust. Het scheenbeen heeft een goed ontwikkelde crista cnemialis. Het sprongbeen heeft slechts een korte opgaande tak.

## Fylogenie
In 2004 werd Ekrixinatosaurus in de Abelisauridae geplaatst.
Volgens een analyse uit 2008 was Ekrixinatosaurus het nauwst verwant aan Skorpiovenator binnen de klade Brachyrostra.
Een mogelijke positie in de stamboom toont het volgende kladogram.
|  | Carnotaurus |
|  |             |
|  | Aucasaurus  |
|  |             |

|  | Ilokelesia                                                          |
|  |                                                                     |
|  | \| \| Skorpiovenator \| \| \| \| \| \| Ekrixinatosaurus \| \| \| \| |
|  |                                                                     |
|  | Skorpiovenator                                                      |
|  |                                                                     |
|  | Ekrixinatosaurus                                                    |
|  |                                                                     |

|  | Skorpiovenator   |
|  |                  |
|  | Ekrixinatosaurus |
|  |                  |

|  | Carnotaurus |
|  |             |
|  | Aucasaurus  |
|  |             |

|  | Ilokelesia                                                          |
|  |                                                                     |
|  | \| \| Skorpiovenator \| \| \| \| \| \| Ekrixinatosaurus \| \| \| \| |
|  |                                                                     |
|  | Skorpiovenator                                                      |
|  |                                                                     |
|  | Ekrixinatosaurus                                                    |
|  |                                                                     |

|  | Skorpiovenator   |
|  |                  |
|  | Ekrixinatosaurus |
|  |                  |

|  | Carnotaurus |
|  |             |
|  | Aucasaurus  |
|  |             |

|  | Ilokelesia                                                          |
|  |                                                                     |
|  | \| \| Skorpiovenator \| \| \| \| \| \| Ekrixinatosaurus \| \| \| \| |
|  |                                                                     |
|  | Skorpiovenator                                                      |
|  |                                                                     |
|  | Ekrixinatosaurus                                                    |
|  |                                                                     |

|  | Skorpiovenator   |
|  |                  |
|  | Ekrixinatosaurus |
|  |                  |

|  | Carnotaurus |
|  |             |
|  | Aucasaurus  |
|  |             |

|  | Ilokelesia                                                          |
|  |                                                                     |
|  | \| \| Skorpiovenator \| \| \| \| \| \| Ekrixinatosaurus \| \| \| \| |
|  |                                                                     |
|  | Skorpiovenator                                                      |
|  |                                                                     |
|  | Ekrixinatosaurus                                                    |
|  |                                                                     |

|  | Skorpiovenator   |
|  |                  |
|  | Ekrixinatosaurus |
|  |                  |

## Levenswijze
In 2011 werd gesteld dat de combinatie van een massieve grote kop met korte halswervels en korte poten wees op een levenswijze als legger van hinderlagen die in een korte sprint zijn muil in de lichamen van grote Sauropoda ramde om er hompen vlees uit te scheuren. De lagere schatting van de lichaamslengte doet hier wat afbreuk aan, hoewel het ook voor een lichter dier een plausibel scenario blijft.